# Научно-исследовательский институт системных исследований
Федеральное государственное автономное учреждение «Федеральный научный центр Научно-исследовательский институт системных исследований Национального исследовательского центра «Курчатовский институт»» (НИЦ «Курчатовский институт»  — НИИСИ) — советский/российский институт, созданный по Постановлению Президиума АН СССР № 1174 от 1 октября 1986 года. В основу деятельности института положена концепция решения сложных прикладных задач на основе сочетания методов фундаментальной и прикладной математики и методов практической работы на ЭВМ.
В 2023 году институт вошел в состав Национального исследовательского центра «Курчатовский институт».

## История создания
История НИИСИ фактически началась задолго до его официального создания. Будущий основатель и директор НИИСИ Владимир Бетелин в 1970-е годы работал в Лаборатории вычислительных методов кафедры общих проблем управления механико-математического факультета МГУ и преподавал на этой кафедре. В 1978–1979 годах Лаборатория вычислительных методов кафедры общих проблем управления по договору с ЗИЛ занималась работами по разработке систем автоматизированного проектирования (САПР) для этого завода. В продвижении и развитии этих работ большую роль сыграл директор Института атомной энергии имени И.В. Курчатова, вице-президент Академии наук СССР академик Евгений Велихов. На одном из его личных семинаров в июне 1983 года Бетелин рассказал о своей работе для ЗИЛ, после чего уже через неделю Велихов приехал на этот завод, а вскоре по его инициативе в рамках Научного совета по комплексной проблеме «Кибернетика» (НСК) АН СССР на этом заводе была создана Лаборатория машинной графики и САПР, которую возглавил Бетелин. 7 февраля 1984 года на базе этой лаборатории и отдела главного конструктора ЗИЛа был создан Научно-производственный центр (НПЦ) по проблемам САПР в машиностроении.
После того как в апреле 1985 года новый Генеральный секретарь ЦК КПСС Михаил Горбачёв посетил ЗИЛ и ему показали результаты работ НПЦ, правительство СССР поставило заводу задачу комплексной автоматизации этого предприятия. В 1986 году по инициативе академика Велихова был создан Институт автоматизации проектирования (ИАП) АН СССР, заместителем директора по науке которого стал Владимир Бетелин. Программа автоматизации ЗИЛа предусматривала сначала создание системы машиностроительных автоматизированных рабочих мест на основе импортных комплектующих, а затем и организацию производства таких рабочих станций в СССР. 
В 1989 году на базе Лаборатории проблем машинной графики и САПР и отделения ИАП АН СССР был создан Научно-исследовательский институт системных исследований АН СССР, который возглавил Владимир Бетелин (он был формально основан в 1986 году, но до 1989 года фактически имел лишь «вывеску» и незаполненную штатную численность в 14 единиц). Первой задачей, решенной в НИИСИ, стало создание в 1989–1991 годах совместно с ЗИЛом первой графической UNIX-рабочей станции «Беста» (на базе набора из 25 функциональных модулей в стандарте VME и двух конструктивов в стандарте «Евромеханика»-6U; вычислительные модули были реализованы на основе 32-разрядных микропроцессоров МС68020) и технологической линии для производства таких станций. Это был первый массовый недорогой UNIX-компьютер, используемый в СССР.

## Основные направления деятельности
- исследования в области теоретических и прикладных проблем информационной безопасности;
- исследования в области автоматизации программирования;
- исследования в области создания компьютерных моделей объектов сложной геометрии и топологии для открытых масштабируемых систем параллельной обработки информации;
- исследования в области прикладной информатики;
- разработка и производство СБИС на собственной микроэлектронной фабрике (технологические нормы 0,5 мкм, 0,35 мкм[5]).

Практические результаты внедрены в разработках архитектуры микропроцессоров и СБИС, ОС, ОС РВ , создании микроэлектронного производства (серия RISC-процессоров с архитектурой MIPS и других СБИС).
В 2022 году центр был включен в санкционные списки стран Евросоюза, Украины и США из-за вторжения России на Украину.
В 2023 году вошел в состав Курчатовского института.

## Структура
- Отдел проблем информационной безопасности
- Отдел разработки высокопроизводительных систем
- Отдел параллельных вычислительных систем
- Отдел распознавания образов и обработки видеографической информации
- Отдел учебной информатики
- Отдел математики
- Отдел математического обеспечения
- Отдел системного программирования, зав. отделом А. Н. Годунов, к.ф.-м.н., лауреат премии Совета Министров СССР
- Отдел проблем развития микроэлектронных технологий
- Отдел проектирования интегральных микросхем и структур
- Отдел разработки вычислительной техники
- Отдел базового программного обеспечения
- Отдел ЭВМ

## Выдающиеся личности института
- Бетелин, Владимир Борисович — научный руководитель ФГУ ФНЦ НИИСИ РАН, академик РАН.
- Гельфанд, Израиль Моисеевич — математик, биолог, педагог.
- Мошков, Максим Евгеньевич — сотрудник института, автор «Библиотеки Максима Мошкова».
- Кушниренко, Анатолий Георгиевич — автор одного из самых популярных учебников информатики, разработчик среды КуМир.
- Переслегин, Сергей Борисович — российский литературный критик и публицист, исследователь и теоретик фантастики и альтернативной истории, социолог, военный историк.